# Миодраг Шкрбић
Миодраг Шкрбић (Хотковци, 20. јануар 1956) српски је предузетник и бивши фудбалер.

## Образовање
Похађао је гимназију Огњен Прица у Сарајеву, његов разред је проглашен за најбољи у некадашњој Југославији, а Шкрбић за најбољег ученика.
Магистрирао је на Електротехничком факултету у Сарајеву, на одсеку за информатику, а основне дипломске студије је завршио 1978. на одсеку за телекомуникације.

## Спортска каријера
У раној младости професионално се бавио фудбалом и у сезони 1973/74. био је играч сарајевског Жељезничара. Године 1973. придружио се екипи омладинске репрезентације Југославије на челу са тренером Анте Младинићем у генерацији са Зајецом, Вујковим, Павковићем, Крањчаром, Влахом и Мустеданагићем. Током студија напушта играчку каријеру, али се као дипломирани инжењер поново враћа фудбалу и у периоду од 1978. до 1982. године игра за Фамос Храсницу.
У периоду од 1987. до 1989. године био је фудбалски судија у Првој савезној лиги Југославије.

## Предузетничка каријера
Један је од првих приватних предузетника са простора некадашње Југославије. Прву партнерску компанију „Град“ је основао 1989. године у Сарајеву. Почетком деведесетих, по избијању ратних сукоба, Шкрбић одлази у Немачку и са партнерима преузима фирму Ned Electronics.
Након отварања источноевропских европских земаља 1993. године, у Чешкој са Нихадом Хуремом и Мирком Јелчићем, уз учешће фабрике Тесла Вотице, оснива компанију специјализовану за информационе технологије у пољу телекомуникација Strom Telecom. Након успешног пословног старта, Strom Telecom откупљује власнички удео од компаније Тесла Вотице, а затим и саму фабрику, чиме настаје најпознатија фирма у Прагу у области телекомуникација. Крајем деведесетих и почетком двехиљадитих компанија шири пословање на територији Русије и земљама бившег Совјетског Савеза, Немачкој и средњој Европи, а затим и у Конгу, Уганди у Африци. На сајму у Женеви 2003. године, Strom Telecom први пут излази на тржиште САД и потписује уговор за испоруку сопствених дигиталних комуникационих система.
Након успешне предаје власништва над Strom Telecom, основао је неколико мањих фирми у неколико држава Европе, од којих у периоду од 2007. до 2011. године консолидацијом, настаје пословни систем под именом NITES Group која успешно послује у средњој и југоисточној Европи.
У сарадњи са организацијом цивилног друштва Luka Praha подржао је роман „Тесла, портрет мађу маскама” аутора Владимира Пиштала, добитника НИН-ове награде.
Додељен му је Орден заслуга за одбрану и безбедност.